# Грибок-теремок
«Грибок—теремок» — мультиплікаційний фільм Володимира Полковникова 1958 за казкою Володимира Сутєєва «Під грибом».

## Сюжет
Йде мурашка по лісу, несе травинку. Починається вітер, гроза і злива. Мураха ховається під капелюшок маленького грибка. До мурашки підходить метелик з промоклими крилами, просить в її пустити під грибок. Мураха пускає метелика, хоча самому під грибком тісно. На острівці, серед струмочка, не знає, куди подітися мишка. Мураха і метелик погоджуються взяти мишку до себе під грибок. 
 А дощ з грозою все сильніше. Починається град. 
 Приходить промоклий, застуджений горобець — теж проситься під капелюшок грибка. Горобця теж пускають. 
 Біжить заєць, просить сховати його під грибом, за ним лисиця женеться. «Куди ж ми тебе сховаємо ? Ти он який великий, а нас і так багато!» 
 Заєць плаче. Лисиця все ближче. 
 Друзі вирішують, що, щоб заховати зайця, хтось повинен вийти. Викликається мураха. Він хоробро вцепляется в ніс лисицю і ганяє її по лісі, поки вона не починає просити про помилування. Каже, що нікого більше не чіпатиме, і тікає. 
 Дощ закінчується. Виходить сонце. Мураха кличе всіх вибиратися з-під грибка. Мураха дивується, як йому одному під грибом тісно було, а потім усім місце знайшлося. Пробігає повз жаба, пояснює, що за час дощу гриб виріс і всіх вкрив. 
 Друзі підходять до грибка і хором дякують йому. 
 А гриб відповідає, що не його треба дякувати. «… Від грози вас серце добре вкрило, а від ворога — дружба врятувала!»

## Знімальна група
- Режисер — Володимир Полковников
- Сценарист — Володимир Сутєєв
- Художники- постановники — Роман Качанов, Олександр Дудников
- Художники- мультиплікатори — Фаїна Єпіфанова , В'ячеслав Котеночкін, Єлизавета Комова , Кирило Малянтович, Марія Мотрук, Ігор Підгорський, Володимир Пекар, Лев Попов, Борис Чани, Костянтин Чикін
- Ролі озвучували — Зінаїда Бокарева, Ірина Потоцька, Агар Власова , Олена Понсова, Галина Новожилова , Леонід Пирогов, Г. Сапожникова
- Оператор — Н. Климова
- Композитор — Олексій Соколов-Камін
- Звукорежисер — Микола Прилуцький
- Асистенти режисера — Л. Горячева, В. Єгорова